# 科托爾主教座堂

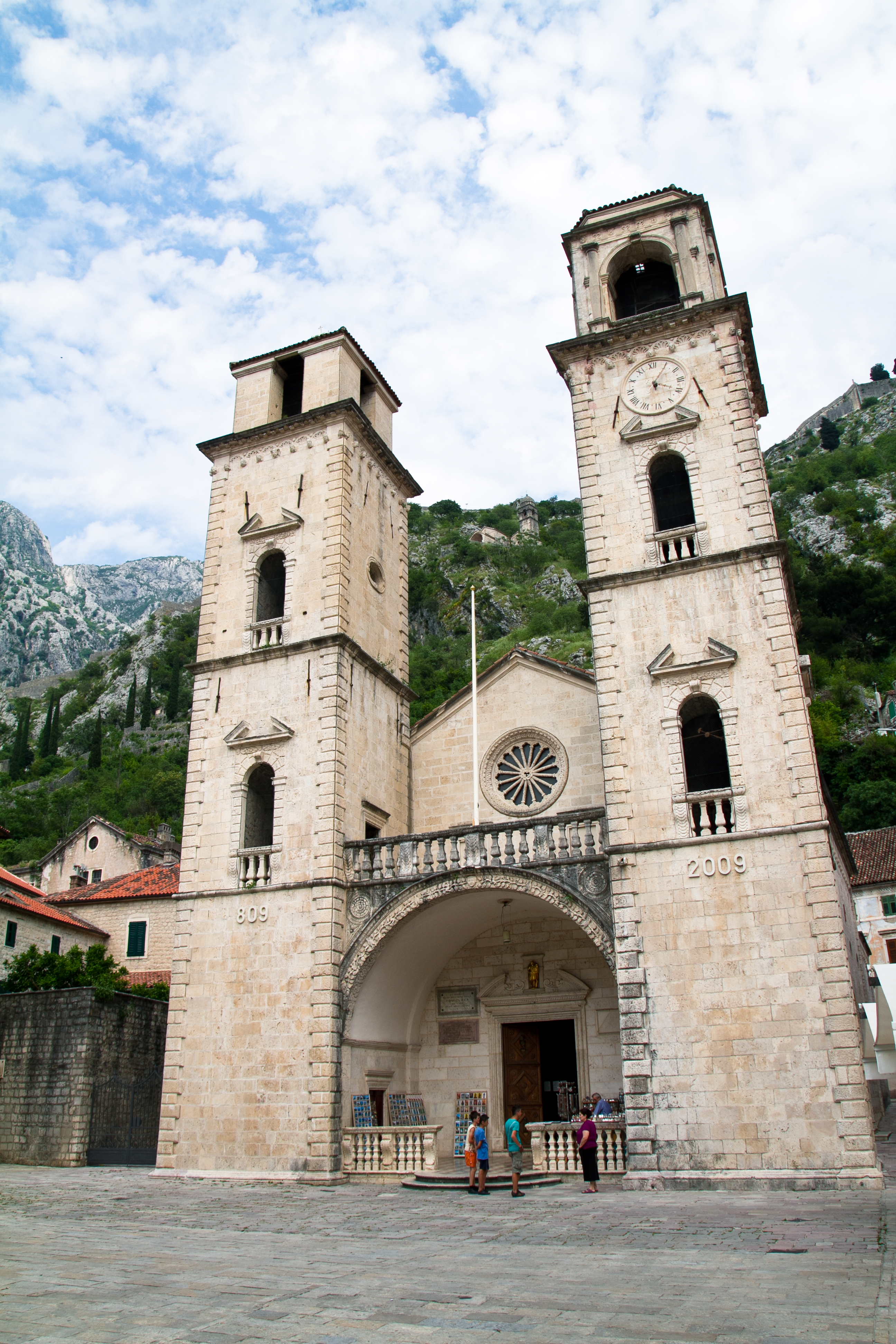

科托爾主教座堂（ Katedrala Svetog Tripuna/Катедрала Светог Трипуна）是位於蒙特內哥羅城市科托爾的一座羅馬天主教的教堂。科托爾主教座堂是天主教科托爾教區的主教座堂。教堂始創於1166年。1979年4月的蒙特內哥羅地震給這座教堂造成損壞，直到近年才完成修復。